# Trzeciaków
Trzeciaków – wieś w Polsce położona w województwie lubelskim, w powiecie świdnickim, w gminie Mełgiew.
W latach 1975–1998 miejscowość administracyjnie należała do ówczesnego województwa lubelskiego.
Wieś jest sołectwem w gminie Mełgiew. Według Narodowego Spisu Powszechnego z roku 2011 wieś liczyła 174 mieszkańców.
Wierni Kościoła rzymskokatolickiego należą do parafii św. Wita w Mełgwi.

## Historia
Według noty słownika geograficznego Królestwa Polskiego z roku 1892 – Trzeciaków, wieś w powiecie lubelskim, gminie i parafii Mełgiew. W spisach poborowych z XVI i XVII w. nie wymieniony. Spis miast, wsi, osad Królestwa Polskiego z 1827 roku podaje że we wsi było 15 domów i 105 mieszkańców.